# ルカ
ルカ（Λουκᾶς、Lukas、ギリシア語発音でルカス、福音記者ルカ）は、新約聖書の『ルカによる福音書』および『使徒言行録』の著者とされる人物。
聖人の概念を持つ教派で、聖人として崇敬もされている。カトリック教会での記念日は10月18日、正教会での記憶日は4月22日（5月3日）である。西方世界では医者および画家の守護聖人とされる。日本語表記では「路加」とも書かれる。

## 福音記者ルカ
『ルカによる福音書』および『使徒行伝』はルカの手によるものとして「ルカ文書」と呼ばれるが、福音書および使徒行伝には著者についての記述が欠けている。一方、新約聖書中には、ルカと云う名前がパウロの書簡に協力者として現れる（『フィレモンへの手紙』24、『テモテへの手紙二』4:11、『コロサイの信徒への手紙』4:14）。教会の伝承では、早くからこの人物が福音書および使徒言行録の著者とされてきた。『コロサイの信徒への手紙』には「愛する医者ルカ」とあり、ここから福音書記者ルカの職業は伝統的に医者であると信じられてきた。
『使徒言行録』には、パウロの幾度かの布教旅行に「わたしたち」とする記述があり、ルカが著者であれば、ルカはパウロの最初のマケドニア宣教およびマケドニアからエルサレムへの旅行、またエルサレムからローマへの護送に付き添っていたことになる。またこの記述からは、ルカは小アジアのトロアスと何かしら深い関係があったようである。
ルカおよびルカ福音書はしばしば牛のシンボルで表される。これは『エゼキエル書』1:10に登場する四つの生き物に由来し、それぞれ四人の福音記者と福音書に比定されている。

## 後代の記録・伝承におけるルカ
4世紀、一説には2世紀のものとされる文書『ルカによる福音書への反マルキオン的序文』に、ルカはシリアのアンティオキアの出身で、シリア人、職業は医者」とする記述が現れる。この文書はまた、ルカは生涯独身で、84歳で亡くなったとも伝える。幾つかの写本はルカが亡くなったのはボイオーティアのテーバイであると追記している。
後代の伝承では、ルカの伝記はより明確化された。エピファニオスは七十門徒の一人にルカの名を挙げている。ヨハネス・クリュソストモスは、『コリントの信徒への手紙二』8:18に言う「私の兄弟」とは、バルナバとルカのどちらかを指すと考えていた。
また、ルカには画才があり、初めて聖母マリアを描いたとの伝承もあったため、中世の絵画作品等には、聖母子像を描くルカの姿が好んで描かれている。このため、中世ヨーロッパの画家・薬剤師のギルドは多くルカを守護聖人としている。また、ネーデルラントなどの諸都市にある画家ギルドは、共通して「聖ルカ組合」を名乗ることが多かった。

## ルカ文書の筆者問題
『ルカによる福音書』および『使徒言行録』はルカの手によるものとして「ルカ文書」と呼ばれる。だがその真偽については以前から論争が有り、いまだ決着を見ていない。保守的な学者はルカ著者説を支持しており、その論拠としては、これらの文書の著者がルカであるとすることで古代の記者達は一致しており、新約聖書ではあまり目立たないこの人物を著者とすることで、格別の権威付けがなされるとは考えられないとする。一方これらの見解を否定する学者は、ルカ文書の真の著者は不明であると考えている。